# Backwoods
Backwoods (no Brasil: O Bosque) é um filme estadunidense do gênero terror. Foi lançado em 3 de junho de 2008.

## Elenco
- Haylie Duff ... Lee
- Ryan Merriman ... Adam Benson
- Willow Geer ... Gwen
- Jonathan Chase ... Peter
- John Hemphill ... Ranger Ricks
- Eric Larkin ... Bartender
- Mick Lea ... Biker
- Mimi Michaels ... Maggie
- Robert Allen Mukes ... Josiah
- Danny Nucci ... Perry
- Nygell ... Survivalist
- David Reiner ... Survivalist
- Jonathan Slavin ... Paul
- Tony Swift ... Biker
- Deborah Van Valkenburgh ... Ruth
- Troy Winbush ... Chris Basso
- Craig Zimmerman ... John Dash